# 柳城县
柳城县在中国广西壮族自治区中部偏北，是柳州市所辖的一个县。总面积为2109平方公里，縣人民政府駐大埔鎮。

## 地理
柳城县的地理位置为24°25′N 109°13′E / 24.417°N 109.217°E。其周边的县市为东部鹿寨县、南部柳州市、西部罗城县、河池市、北部融安县、融水县。
融江从北向南纵贯柳城县，融江及其支流龙江在境内汇合。
柳城县的地形主要为丘陵和山地，其中西部比较高。

### 气候
柳城县属于亚热带季风气候，阳光和降水均非常充沛。每年平均日照时间为1789个小时、平均气温为20.7摄氏度、平均降水量为1095毫米，无霜期为307天。

## 历史
南朝梁大同三年（537年）设置龙城县，宋景德三年（1006年）改名为柳城县。

## 行政区划
柳城县下辖10个镇、1个乡、1个民族乡：
大埔镇、龙头镇、太平镇、沙埔镇、东泉镇、凤山镇、六塘镇、冲脉镇、寨隆镇、马山镇、古砦仫佬族乡和社冲乡。

## 人口
根据2004年的数字柳城县共有人口406053人，其中壮族是人口数量最大的民族，有213577人，汉族有179407人，仫佬族有8060人。2011年，柳城县人口为40.37万。
2020年年末，柳城縣總人口41.08萬，有壯族、仫佬族、侗族等少數民族18.19萬人，年人口自然增長率2.91%。

## 交通

### 公路
- 汕昆高速、  三南高速、 209国道、 323国道